# Thunderstone (stolní hra)
Thunderstone je karetní stolní hra pro 1 – 5 hráčů vydaná v roce 2009 společností AEG. V ČR zatím nevyšla ani nebyla do češtiny přeložena. Patří do kategorie tzv. "deck-building" her podobně jako např. Dominion (hráči dostanou do začátku balíček několika karet (všichni stejný) a za tyto karty mohou do balíku přikupovat další karty, přičemž utracené karty se po zamíchání opět stávají dobíracím balíčkem-hráč tedy nákupem nepřijde o karty úplně, ale má je stále ve svém balíku). Hra je laděna ve fantasy stylu a obsahuje tak karty hrdinů, kouzel, magických předmětů a podobně. Ilustrace na kartách pocházejí od Jasona Engleho.

## Herní Plocha
Hrací plocha je rozdělena do dvou základních částí: Village (Vesnice) a Dungeon Hall (Podzemí). Ve Vesnici si může hráč kupovat nové karty, v Podzemí bojuje s nestvůrami.

## Příprava Hry
Před začátkem hry je třeba připravit hrací plochu a vybrat a uspořádat karty. K tomu hra obsahuje speciální karty určené k náhodnému výběru (tyto karty obsahují v názvu jméno vybrané karty, v typu mají slovo "random" a v popisu nemají žádný text). Výběr se děje ve 3 fázích:
- Náhodně se vyberou 3 druhy nestvůr (z 8 možných)
- Nahodně se vyberou 4 druhy hrdinů (z 11 možných)
- Náhodně se vybere 8 předmětů, které bude možné zakoupit ve vesnici (z 19 možných)

K takto vybraným kartám se přidají základní karty (Basic cards): Torch (pochodeň), Dagger (dýka), Iron Rations (zásoba jídla) a Militia (milice). Poté se ještě připraví hromádky karet Zkušeností a Nemocí a hra může začít.
Pro první hru je v pravidlech uvedena doporučená sada karet, úplní nováččci tedy nemusí karty vybírat náhodně.

## Cíl Hry
Hra končí nalezením (nebo ztracením) karty pojmenované Thunderstone. Cílem hráčů je mít na konci co nejvíc bodů za poražení nestvůr, přičemž hráč s nejvyšším počtem bodů vyhrává.
Hra umožňuje i hru jednoho hráče (podle pravidel pro jednoho hráče uveřejněných na stránkách AEG). V tomto případě hráč porovnává své body získané za poražení nestvůr s hodnotou nestvůr, které pronikly do vesnice.

## Počet kombinací
Jak je uvedeno výše, pro hru se vybírají 3 z 8, 4 z 11 a 8 z 19 druhů karet, celkový počet je součinem kombinací bez opakování, tj.:
{\displaystyle {\binom {8}{3}}*{\binom {11}{4}}*{\binom {19}{8}}\doteq 1,4*10^{9}}

## Balení
Hra se prodává v papírové krabici velikosti 29.7cm X 29.7cm, která obsahuje pravidla a 530 karet.

## Rozšíření
Samotná hra vyšla roku 2009, od té doby bylo vydáno několik rozšíření:
- Thunderstone (2009).
- Thunderstone: Wrath of the Elements (2010).
- Thunderstone: Doomgate Legion (2010).
- Thunderstone: Dragonspire (2011), stand-alone verze.
- Thunderstone: Thornwood Siege (2011).
- Thunderstone: Hearth of Doom (2011)[3]
- Thunderstone Advance: Towers of Ruin (2012) – revidovaná verze, kompatibilní se všemi předchozími (některé karty jsou hůře použitelné)[4].